# ۹۵۶ (میلادی)

## رویدادها
- زمین‌لرزه همدان. اسد آباد و همدان در اثر زمین لرزه‌ای در این منطقه در سال ۳۴۵ ق به سختی آسیب دیدند. خانه‌های بسیاری، و نیز اداره حکومتی در همدان، ویران شد و شمار بسیاری از مردم کشته شدند.